# جامعة قبرص الدولية
جامعة قبرص الدولية (بالتركية: Uluslararası Kıbrıs Üniversitesi)‏ هي جامعة خاصه تأسست سنة 1997م وتقع في نيقوسيا، قبرص الشمالية.

## تاريخ
تأسست عام 1997 نتيجة للاهتمام المتزايد بمؤسسات التعليم العالي والتعليم باللغة الإنكليزية، واعترافا بزيادة الحاجة إلى الجامعات التي تقوم بالتعليم بلغات أجنبية في قبرص وفي بلدان أخرى في المنطقة.

## الحرم الجامعي
تقع جامعة قبرص الدولية في شمال نيقوسيا، عاصمة قبرص الشمالية؛ تقع الجامعة على بعد 5 كم من وسط المدينة، وعلى بعد 14 كم من مطار إركان، و50 كم من مدينة فاماغوستا، و30 كم من مدينة كيرينيا الساحلية.

## ترتيب جامعة قبرص الدولية عالميا ومحليا
احتلت جامعة قبرص الدولية في 2024 المرتبة الثالثة ضمن أفضل الجامعات في قبرص الشمالية، وتصنف في المرتبة 786 داخل أوروبا والمرتبة 2208 عالميًا، وفقًا لتصنيف موقع ويبوميتريكس، المتخصص في تصنيف الجامعات حول العالم. وصنفت جامعة قبرص الدولية ضمن أفضل 400-600 جامعة Impact Rankings 2024 حسب تصنيف تايمز للتعليم العالي العالمي وهو اعتراف بجودة التعليم الذي تقدمه والتميز الأكاديمي والبحثي.

## اقسام الجامعة
كلية الصيدلة
- الصيدلة

كلية التربية
- الكمبيوتر وتعليم تكنولوجيا المعلم التعليم

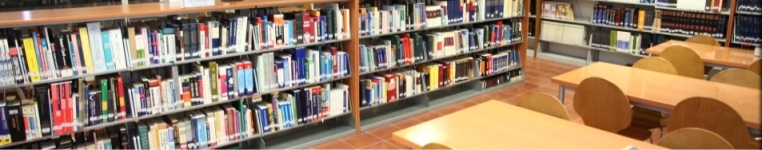
The CIU Library

- تعليم اللغة الإنجليزية
- التعليم قبل المدرسي المعلم
- والاستشارات النفسية
- تعليم الفنون والحرف اليدوية
- تدريس الفصول الدراسية
- تدريس اللغة التركية
- تعليم المعاقين عقليا

كلية الآداب والعلوم
- علم النفس
- اللغة التركية وآدابها

كلية الفنون الجميلة
- تصميم المنتجات الصناعية
- التصميم الجرافيكي
- تصميم داخلي
- هندسة معمارية

كلية الحقوق
- القانون

كلية الاقتصاد والعلوم الإدارية
- علاقات الاتحاد الأوروبي
- إدارة أعمال
- الخدمة الاجتماعية
- علاقات دولية

كلية الاتصالات
- صحافة
- تصميم الاتصالات المرئية
- الإذاعة والتلفزيون
- الإعلان والعلاقات العامة

كلية الهندسة
- هندسة الحاسوب.
- معلومات هندسة النظام
- الهندسة الحيوية
- هندسة بيئية
- الهندسة الكهربائية والإلكترونيات
- هندسة صناعية
- الإدارة الهندسية
- هندسة نظم الطاقة
- هندسة مدنية
- مهندس ميكانيكى

كلية العلوم الصحية
- الطب البشري
- العلاج الطبيعي والتأهيل
- التغذية وعلم التغذية

كلية العلوم الزراعية والتكنولوجيات
- هندسة النظم الحيوية
- الإنتاج النباتي والتكنولوجيا

## المعاهد
- برامج الماجستير
- برامج الدكتوراه

## المدارس
- مدرسة العدل
- مدرسة مهنية
- المدرسة المهنية للخدمات الصحية
- السياحة وإدارة الفنادق
- كلية العلوم التطبيقية
- مدرسة اللغات الأجنبية

## راديو الجامعة
جامعة قبرص الدولية FM يعطي الفرصة لطلاب كلية الاتصالات لممارسة؛ ولا سيما في البرامج الإذاعية والبث الإذاعي وإدارة محطات الإذاعة. جامعة قبرص الدولية FM ، التي توفر التواصل وتبادل المعرفة بين دليل الجامعة والطلاب، ليست فقط محطة التي تبث الموسيقى ولكنها توفر أيضا تدفق المعرفة الثقافية للمستمعين، ونقطة تجمع ممتعة حيث يتم النظر في الفوائد الاجتماعية والتعليم. وتهدف جامعة قبرص الدولية FM لتكون محطة رائدة، وفقا للإحصاءات الاستماع، في شمال قبرص.

## الحياة الطلابية
تمثل الهيئة الطلابية في جامعة قبرص الدولية أكثر من 64 دولة مختلفة، وهناك عدد من نوادي الطلاب التي تلبي مصالح الطلاب خارج أكاديمية نقية.

## CIU Arena
مبنى رياضي في جامعة قبرص الدولية يتسع لـ 1710 متفرج، يضم المبنى صالات تنس الطاولة، كرة القدم، الملاكمة، تسلق الجدار، غرف النادي، مقهى، مركز صحي، غرف تغييرالملابس، مكاتب، الفصول الدراسية الخ.

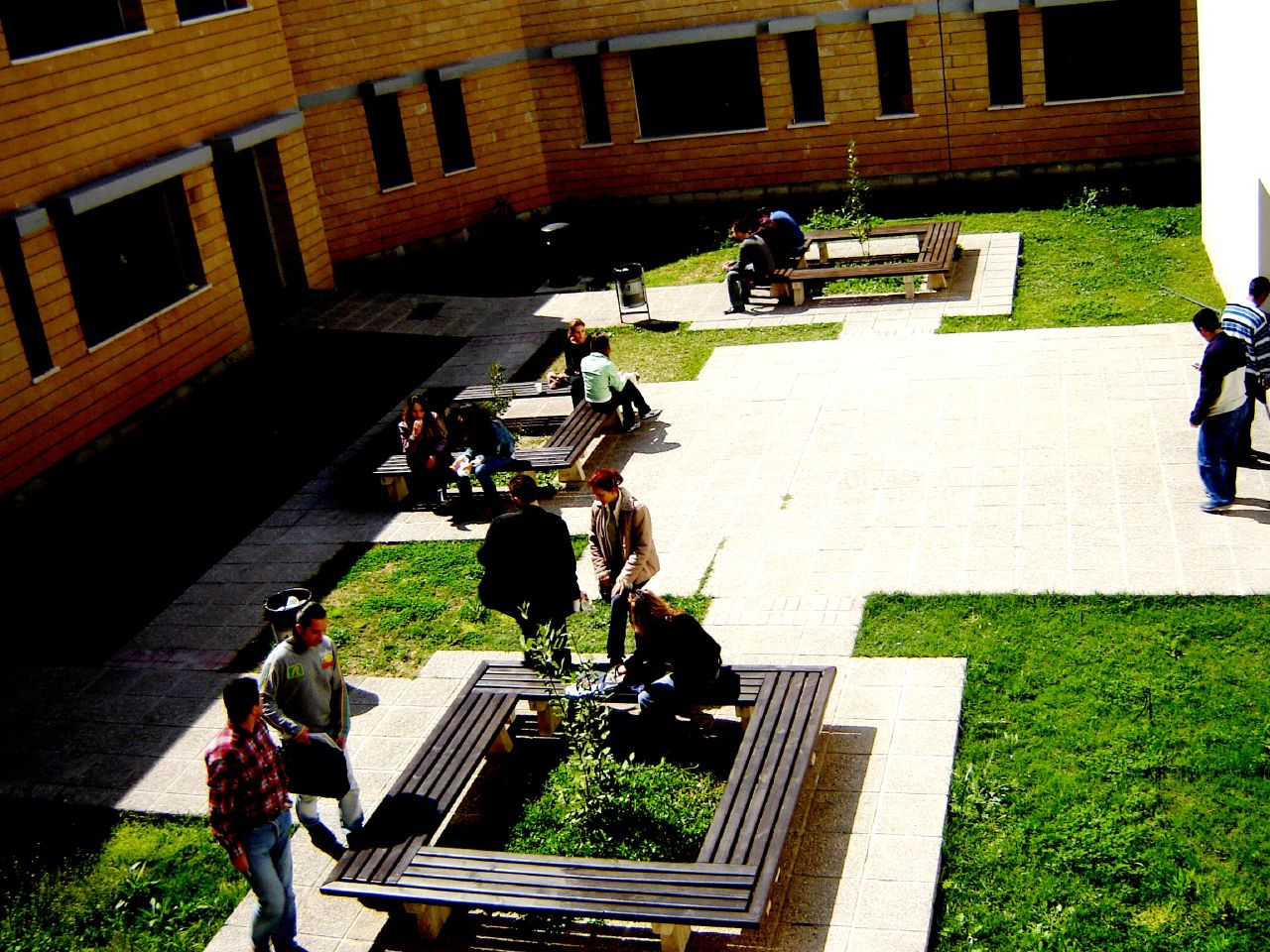
A view fromthe CIU campus

## وصلات خارجية
- الموقع الرسمي لجامعة قبرص الدولية (الإنجليزية)
- الموقع الرسمي لجامعة قبرص الدولية (التركية)